# El rostro de la venganza
El rostro de la venganza é uma telenovela americana produzida e exibida pela Telemundo Studios, Miami entre 30 de julho de 2012 e 12 de abril de 2013, substituindo Relaciones peligrosas e antecedendo El Señor de los Cielos.
Foi protagonizada por David Chocarro e antagonizada por Saúl Lisazo, Marlene Favela, Jonathan Islas, Felicia Mercado e Wanda D´Isidoro e com participações especiais de Maritza Rodríguez e Elizabeth Gutiérrez.

## Sinopse
Diego Mercader é um menino de 8 anos que teve sua infância roubada. Supostamente, Diego, o menino com quem todos se metiam na escola, cometeu os crimes de 7 de seus colegas de classe, no dia do massacre na escola de San Gabriel, pelo qual ele foi condenado a 20 anos de prisão. 
Diego não contou com a ajuda e companhia de ninguém, já que seu pai, Juan, alcoólatra que o maltratou, forçou sua mãe Sonia a esquecê-lo, contando aos outros dois filhos , Diana e Omar que Diego morreu. O único apoio que Diego teve na prisão foi de Antonia Villarroel, sua psiquiatra, amante da verdade. 
Agora, Diego já foi liberado, e Antonia, se envolveu tanto no caso que acabou se apaixonando por ele. Ao sair, o dono milionário de um grande banco, Ezequiel Alvarado, decidiu confiar nele e ajudá-lo. É assim Ezequiel dá uma identidade falsa a Diego, a de Martín Méndez. 
Por sua parte, Ezequiel, um viúvo que vive com seus três filhos, está noivo de sua namorada, Mariana, que o engana com seu filho Luciano. Para isso é que Ezequiel contrata Martin, para se apresentar como o guarda-costas de Mariana, mas na verdade é espioná-la. Martin não precisará de muito tempo para descobrir que o amante de Mariana é Luciano, mas decide não dizer nada. Mas, além disso, Martin tem que descobrir o que aconteceu naquele dia que ninguém lembra. E acima de tudo, descubra se você pode renascer.

## Elenco
- Saúl Lisazo - Ezequiel Alvarado
- Maritza Rodríguez - Antonia Villarroel
- David Chocarro - Martín Méndez / Diego Mercader
- Elizabeth Gutiérrez - Mariana San Lucas
- Marlene Favela - Alicia Ferrer / Eva Samaniego[2]
- Jonathan Islas - Luciano Alvarado
- Felicia Mercado - Valeria de Samaniego
- Kimberly Dos Ramos - Katerina Alvarado
- Roberto Mateos - Federico Samaniego
- Gabriela Rivero - Laura Cruz de Alvarado
- Paulo Quevedo - Tomás Buenaventura
- Eduardo Serrano - Juan Mercader
- Rebeca Manríquez - Sonia Castro
- José Guillermo Cortines - Alex Maldonado
- Cynthia Olavarría - Diana Mercader
- Jacqueline Márquez - Tania Stuardo
- Wanda D´Isidoro - Verónica Baeza
- Rodrigo de la Rosa - Víctor Leyton
- Dayana Garroz - Carolina Pinto
- Paloma Márquez - Natalia García
- Chela Arias - Eliana Alvarado
- Martha Mijares - Manuela Cruz
- Héctor Fuentes - Salvador Casas
- Rafael León - Marcos Alvarado
- Christian Carabias - Omar Mercader
- William Valdés - Miguel Ángel Samaniego
- Jorge Eduardo García - Juanito Mercader / Diego Mercader (jovem)
- Sandra Destenave - Sor Luisa / Marcia Rey
- Lorena Gómez - Sandra Arriagada
- Yina Veléz - Marcela Llanos
- Alma Matrecito - Penélope Magallanes
- Jessica Cerezo - Patricia Valdez
- Natasha Guerra - Alejandra Moreno
- Ivanna Rodríguez - Adela
- Adriana Bermúdez - Leticia
- Jalymar Salomón - Rafaela Carrasco
- Iván Hernández - Felipe Ríos
- Juan Cepero - Daniel Villarroel
- Luis Arturo Ruiz - Benítez
- Gustavo Pedraza - Jorge Castillo
- Danilo Zamora - Ramón Farías
- Rafaél Robledo - Moreira
- Christabel Bertrand - Francisca Márquez
- Alvaro Ardila - Pablo Bertelon
- Nicolás Terán - Javier
- Jamie Sasson - Cristina Reyes
- Mary Kleir Mata - Eva Samaniego (jovem)
- Melanie Suarez - Tania Stuardo (jovem)
- Ginna Rodríguez - Diana Mercader (jovem)
- Emily Alvarado - Carolina Pinto (jovem)